# جيمس ألان (محامي)
جيمس ألان (بالإنجليزية: James Allan)‏ هو محامي نيوزيلندي، ولد في 1960.